# Alexander Nikolajewitsch Sidelnikow
Alexander Nikolajewitsch Sidelnikow (russisch Александр Николаевич Сидельников; * 12. August 1950 in Solnetschnogorsk, Russische SFSR; † 23. Juni 2003 in Cholmogory) war ein russisch-sowjetischer Eishockeynationaltorhüter.

## Karriere
Während seiner Karriere spielte der Torwart ausschließlich für Krylja Sowetow Moskau und wurde mit diesem 1974 sowohl Sowjetischer Meister, als auch Pokalsieger. Zudem gewann er mit Krylja 1975 den Europapokal. Insgesamt stand er in 426 Spielen in der sowjetischen Liga im Tor.
Am 4. November 1972 stand er in einem Spiel gegen Finnland zum ersten Mal für die sowjetische Nationalmannschaft auf dem Eis. Seine internationale Karriere wurde mit der Goldmedaille bei den Olympischen Winterspielen 1976 gekrönt. Für die Nationalmannschaft stand in 38 Länderspielen zwischen den Pfosten. Am 21. September 1977 bestritt er sein letztes Länderspiel. 1976 wurde er als „Verdienter Meister des Sports der UdSSR“ ausgezeichnet.
Nach seiner sportlichen Karriere arbeitete Sidelnikow als Trainer im Nachwuchsbereich von Krylja Sowetow und arbeitete später als Trainer und Manager des Eishockeyclubs MGU Moskau.
Sidelnikow verstarb im Juni 2003 im Alter von 52 Jahren und wurde auf dem Friedhof Trojekurowo in Moskau beigesetzt.

## Erfolge und Auszeichnungen

### National
- 1974 Sowjetischer Meister mit Krylja Sowetow Moskau
- 1974 Sowjetischer Pokalsieger mit Krylja Sowetow Moskau
- 1975 Gewinn des Europapokals mit Krylja Sowetow Moskau
- 1975 Sowjetischer Vizemeister mit Krylja Sowetow Moskau

### International
- 1973 Goldmedaille bei der Weltmeisterschaft
- 1974 Goldmedaille bei der Weltmeisterschaft
- 1976 Goldmedaille bei den Olympischen Winterspielen
- 1976 Auszeichnung als „Verdienter Meister des Sports der UdSSR“
- 1976 Silbermedaille bei der Weltmeisterschaft
- 1977 Bronzemedaille bei der Weltmeisterschaft